# Диди-Дурнуки
Диди-Дурнуки (груз. დიდი დურნუკი) — село в Грузии, на территории Тетрицкаройского муниципалитета края (мхаре) Квемо-Картли.

## География
Село находится в юго-восточной части Грузии, к югу от реки Алгети, на расстоянии приблизительно 18 километров (по прямой) к востоку от города Тетри-Цкаро, административного центра муниципалитета. Абсолютная высота — 750 метров над уровнем моря.

## Население
По результатам официальной переписи населения 2014 года в Диди-Дурнуки проживало 45 человек (22 мужчины и 23 женщины). В национальной структуре населения армяне составляли 66,7 %, грузины — 31,1 %, азербайджанцы — 2,2 %.
| Год  | Население, человек |
| ---- | ------------------ |
| 2002 | 129                |
| 2014 | ↘ 45               |